# Nouveau quartier latin
Il existe également des librairies Nouveau quartier latin dans diverses villes de France.

Le Nouveau quartier latin (NQL 13) est une notion portée par sept organismes d'enseignement supérieur et de recherche ou autres établissements publics d'accès à la connaissance (bibliothèques) qui souhaitent développer des activités culturelles réunissant les personnels et usagers de ces établissements du Campus Paris Rive Gauche et les habitants du quartier situé au sud-est du Quartier latin, dans le treizième arrondissement de Paris concernés par l'opération Paris Rive Gauche.
Ces établissements installés dans le quartier à partir des années 1990 et surtout depuis le début des années 2010, sont :
- la Bibliothèque nationale de France (BnF) - site François-Mitterrand[2],
- la Bibliothèque universitaire des langues et civilisations (BULAC) - qui partage le Pôle des langues et civilisations avec l’INALCO depuis 2011,
- l’École des hautes études en sciences sociales (EHESS) - depuis 2011,
- l’École nationale supérieure d’architecture de Paris-Val-de-Seine (ENSAPVS),
- la Fondation Maison des sciences de l'homme (FMSH),
- l’Institut national des langues et civilisations orientales (INALCO) - qui partage le Pôle des langues et civilisations avec la BULAC depuis 2011,
- l’Université Paris Diderot (anciens Grands Moulins de Paris, Halle aux farines, etc.).

Ils organisent des semaines thématiques autour d'événements culturels variés.